# Lia Origoni
Lia Origoni (La Maddalena, 20 ottobre 1919 – La Maddalena, 26 ottobre 2022) è stata un'attrice e cantante italiana.
Artista musicale tra le più dotate del suo tempo, Lia Origoni sfruttò la propria voce delicata ed incisiva, nonché il proprio spessore d'interprete, per spaziare dal genere melodico italiano alla canzone romantica francese (dal repertorio di Édith Piaf ai primi successi di Jacques Brel), distinguendosi anche in efficaci interpretazioni di jazz ballad americane (soprattutto Cole Porter).

## Biografia
Nasce in una famiglia dove c'era una certa predisposizione per l'arte, infatti lo zio Giacomino Origoni era stato uno dei primi attori del cinema muto italiano. Il suo debutto risale al 1934, quando il tenore Bernardo De Muro, ospite sull'isola di Caprera della figlia di Giuseppe Garibaldi, Clelia, durante una commemorazione, canta di fronte alla tomba di quest'ultimo. Dietro consiglio di De Muro e Clelia, Lia lascia lo studio del violino e si dedica solo al canto. Nel 1938 vince la borsa di studio del Teatro dell'Opera di Roma. 
Il 20 ottobre 2019 ha compiuto cento anni.

## La carriera
Il 25 dicembre del 1940 Lia debutta al Teatro Valle di Roma nella Rivista Quando meno te l'aspetti di Michele Galdieri con Totò e Anna Magnani. L'anno seguente sempre in un lavoro di Galdieri È bello qualche volta andare a piedi sarà con Rabagliati, Delia Lodi, Tina Pica e Virgilio Riento. Nel 1940 aveva cantato nella Turandot di Giacomo Puccini con Tito Gobbi e Galliano Masini. Tra il 1942-43 Lia Origoni è a Berlino dove si esibisce nei teatri di varietà del Teatro Wintergarten e della Scala.
Dopo il 25 luglio 1943 Lia, in maniera rocambolesca, dalla Germania rientra in Italia. Torna a Roma, dove nel quartiere San Lorenzo abitava la sua famiglia, e con questa si trasferisce a Monsummano Basso in provincia di Pistoia presso un suo zio.
Ben presto Lia inizia a lavorare all'EIAR di Firenze dove incontra il maestro Pippo Barzizza. Poi viene scritturata all'Olimpia di Milano. Dopo il 1944 sarà a Venezia dove prende lezioni di recitazione da Memo Benassi e da Giulio Stival che le propone la parte della femme fatale in Addio giovinezza! che va in scena al Teatro Goldoni di Venezia. Con Stival a Milano rappresentano Sogni d'amore.
Nel frattempo Lia trasferisce la famiglia a Rapallo e in quel periodo viene contattata da Macario, con il quale debutterà, come ditta Macario - Origoni, al Teatro Odeon di Milano con Follie di Amleto. La ditta durerà molto poco e Lia viene scritturata al Teatro alla Scala di Milano nell'opera La traviata nella parte di Flora con la regia di Giorgio Strehler.
Nel 1948 Lia firmò un contratto con la Rai per una serie di trasmissioni radiofoniche in cui venivano cantate canzoni folkloristiche di tutto il mondo, in quell'occasione conobbe Giorgio Nataletti che era stato il fondatore dell'Istituto per le ricerche etnografiche dell'Accademia di Santa Cecilia e che era membro dell'UNESCO. Nel 1949 studia le canzoni del cabaret francese dell'Ottocento. Nel 1950 fu al Teatro Sistina di Roma con Totò e nel Teatro San Carlo di Napoli dove interpretò la parte di Polly nell'Opera da tre soldi di Bertolt Brecht, diretta da Anton Giulio Bragaglia.

## Il teatro
- Quando meno te l'aspetti, di Michele Galdieri, con Totò, Anna Magnani, Vera Worth, Lia Origoni, Mario Castellani, Gianni Cajafa, Harry Feist, musiche di Alessandro Derewirsky, regia dell'autore, Compagnia Grandi Riviste Totò di Remigio Paone, prima al Teatro Quattro Fontane di Roma, il 25 dicembre 1940.
- Follie d'Amleto, rivista di Mario Amendola, con Erminio Macario (1946)

## Programmi radiofonici Rai
- Melodie di tre secoli, interpretate da Lia Origoni, trasmesso il 5 agosto 1949.
- Quando spunta la luna a Marechiaro, con il soprano Lia Origoni, tenore Salvatore Di Tommaso, Enrico Salomone e il suo trio caratteristico, orchestra diretta da Armando Fragna, programma scambio tra la Radio Francese e la Radio Italiana, trasmessa il 13 agosto 1949, nella rete rossa.
- Strumenti e voci in libertà, programma musicale con Umberto Chiocchio, Mario Gangi e Lia Origoni, trasmesso il 27 agosto 1949
- Il tenore sconfitto, ovvero La presunzione punita, farsa in un atto di Vitaliano Brancati, musica di Vincenzo Tomassini direttore Fernando Previtali, prima esecuzione 24 ottobre 1950
- La Bisarca, rivista musicale di Garinei e Giovannini, con Riccardo Billi, Isa Bellini, Bice Valori, Giusi Raspani Dandolo, Gilberto Mazzi, Paolo Panelli, orchestra diretta da Mario Filippini, trasmessa in due stagioni 1949 1951.
- La vedova allegra, operetta di Franz Lehár direttore Cesare Gallino, regia di Riccardo Massucci, trasmessa il 13 gennaio 1951)
- La Été du caveau, Canzoni dell'800 francese cantate da Lia Origoni, trasmessa il 24 gennaio 1951.
- Una voce nella sera, programma musicale con Lia Origoni, trasmesso il 13 agosto 1953
- Per voi, programma musicale con Lia Orioni e l'orchestra di Marcello De Martino, trasmessa il 16 maggio 1958
- Juke-box sentimentale, trasmissione radiofonica bisettimanale, diretta da Lia Origoni con la collaborazione di Piero Umiliani,[2] 1959
- Il cavallo di battaglia, con Lia Origoni e Antonio Basurto, 23 giugno 1961
- La locanda delle sette note, di e con Lia Origoni con l'orchestra di Piero Umiliani e Mario Gangi, 1963

## Discografia
Lia Origoni ha realizzato numerosissime registrazioni, ha eseguito canzoni di svariati autori; in particolare è molto esteso il suo repertorio della canzone francese, ora raccolta in 3 dischi con oltre 60 brani. Ha interpretato anche brani di repertorio classico di autori, specialmente Camille Saint-Saëns, ma anche Jules Massenet e Lao Silesu. Ma si è dedicata anche al repertorio della canzone italiana e napoletana.
- Gioia di Vivere, con Bruno Canfora
- Juke-box sentimentale con Piero Umiliani, 1959
- Souvenir de Paris N.1 Lia Origoni | Souvenir de Paris N.1 con Marcello De Martino e Piero Umiliani
- Souvenir de Paris N.2 Lia Origoni | Souvenir de Paris N.2 con Marcello De Martino e Piero Umiliani
- Souvenir de Paris N.3 Lia Origoni | Souvenir de Paris N.3 con M. De Martino e P. Umiliani, orchestra di Bruno Canfora
- Classicamente N.1 con P. Umiliani e Loredana Franceschini
- Classicamente N.2 Ensemble da camera di Piero Umiliani, con Mario Gangi, Vittoria Annino e L. Franceschini

## Filmografia
- Lia: Music Non Stop, del 2014, film documentario diretto, sceneggiato e prodotto dal regista sardo Tore Manca, che racconta la contemporaneità della nota cantante e l'uso che lei ha fatto, da autodidatta e ultranovantenne, delle nuove tecnologie digitali per poter recuperare le vecchie registrazioni delle sue opere.[3]